# Etica militare

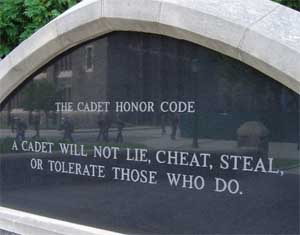
«Un cadetto non mentirà, imbroglierà, ruberà o tollererà coloro che lo fanno» (codice d'onore dei cadetti della Accademia Militare degli Stati Uniti)

L'etica militare è l'insieme delle norme di comportamento dei militari in caso di guerra. Nel corso dei secoli l'etica militare, nata praticamente nel medioevo, si è evoluta fino ad arrivare a una legislazione internazionale che sancisce diritti e doveri dei soldati, anche se, comunque, deve restare più come patrimonio personale che come imposizione legale.
L'etica militare si articola su tre direttrici: rapporto del soldato con i commilitoni, rapporto del soldato con i militari nemici e rapporto del soldato con i civili.

## Storia

### Mondo antico

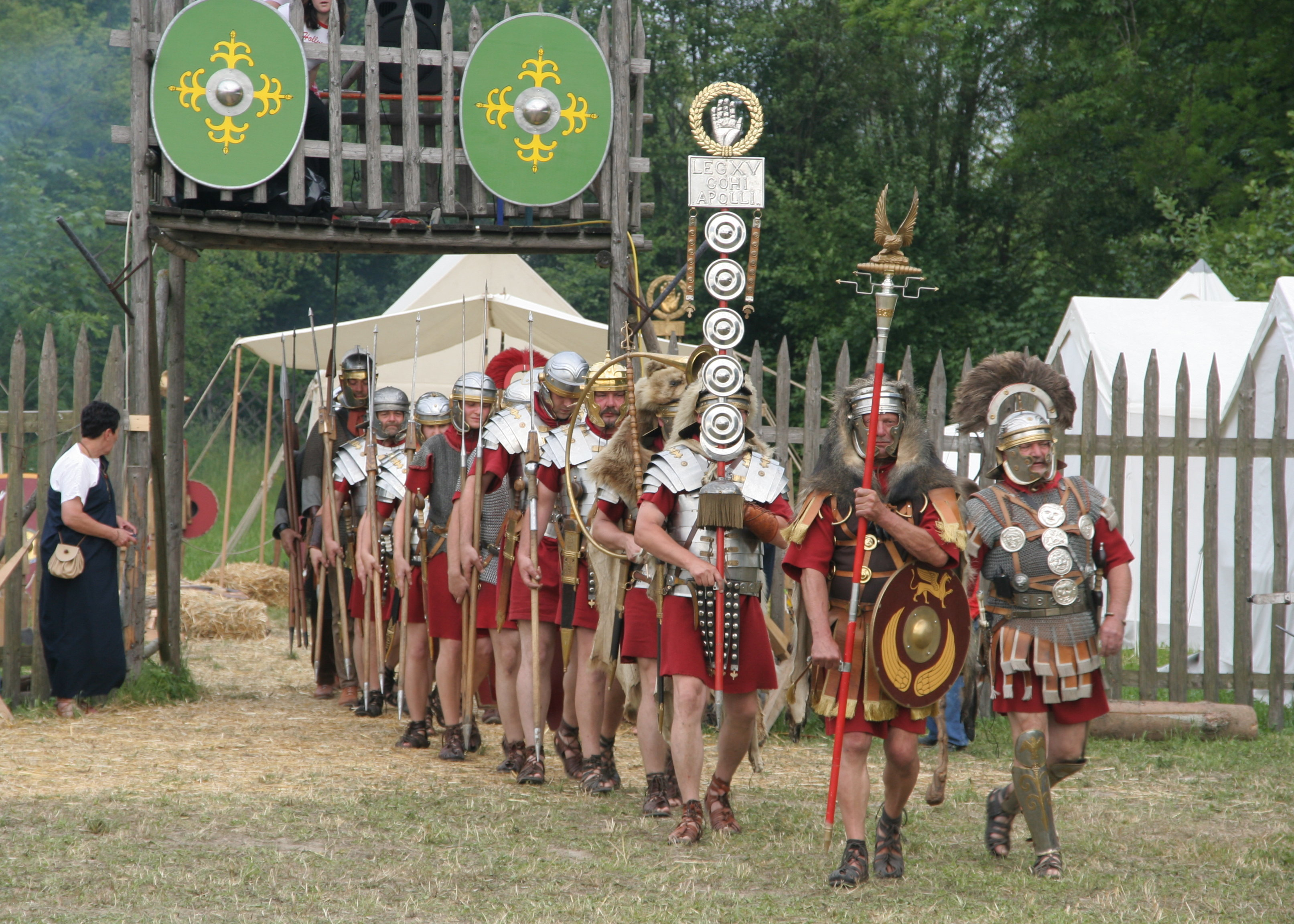
Moderna ricostruzione di una colonna di soldati romani in marcia preceduti dall'aquilifer e dal signifer. La perdita delle insegne, costituiva un gravissimo disonore per tutti gli appartenenti alla legione romana.

In epoca omerica l'etica militare è riservata solo ai pari, ma, in linea di massima, non esiste un'etica militare (Achille non si interessa dei Mirmidoni, ma solo della sua smania di vendetta nei confronti di Ettore), il primo apparire di un'etica militare è con Ulisse, che, per difendere i suoi uomini si arma di giavellotto per affrontare Scilla e Cariddi. La nascita dell'organizzazione militare nelle città greche rappresenta la nascita dell'etica militare verso i propri commilitoni, la taxis, con la conseguente necessità di operare di concerto con i componenti della propria unità militare, praticamente crea nei soldati lo spirito di corpo fra loro e con i propri ufficiali, spirito di corpo spinto all'estremo nel battaglione sacro tebano.
D'altro canto il rispetto etico del nemico non era sentito, tanto che i soldati nemici catturati generalmente erano fatti schiavi o uccisi, anche la prigionia non era una fine gradevole, come si può vedere dalla fine dei soldati ateniesi catturati dai siracusani dopo l'assedio di Siracusa. Per l'inizio dell'etica nei confronti del nemico si deve arrivare al periodo successivo alla guerra del Peloponneso, quando gli opliti greci incominciarono ad operare come mercenari al servizio del Gran Re, in questa fase, ben consci che combattevano non per motivi ideologici, i soldati (che, essendo in gran parte greci, consideravano barbari tutti gli altri popoli) cominciarono a formare uno spirito comune riconoscendosi più nel nemico greco che nell'alleato barbaro.
Nella Roma repubblicana, vi era una particolare attenzione all'efficienza dell'esercito e la si sosteneva con premi e punizioni brutali. Il furto di generi alimentari o l'addormentarsi al posto di guardia, venivano puniti con la morte mediante bastonatura da parte dei colleghi (fustuarium) in virtù del rischio al quale aveva sottoposto tutta la collettività il colpevole. Oltre a regole di disciplina ferree, non mancavano punizioni psicologiche per stigmatizzare i comportamenti non all'altezza. Ai soldati sopravvissuti alla battaglia di Canne fu proibito di entrare in Roma e venne ordinato il confinamento in Sicilia. I soldati che non si comportavano valorosamente in battaglia, ricevevano orzo invece di grano come razione alimentare e potevano venire costretti a risiedere fuori dagli accampamenti. Questo tipo di educazione era unita al timore dell'allontanamento dall'esercito con disonore (ignominiosa missio). In questo caso, il legionario ritenuto colpevole di non aver svolto il suo compito in modo consono, perdeva il diritto a tutti i privilegi previsti per i veterani.
Al contrario, il soldato congedato con onore (honesta missio) poteva fregiarsi di questo titolo anche nella società civile, come si può vedere dalle iscrizioni su alcune tombe che recano la scritta M.H.M (missus honesta missione). La permanenza in armi per molto tempo di appartenenti alla stessa unità, dovuta al prolungarsi delle campagne militari rispetto alle prime dell'era repubblicana, portò alla creazione dello spirito di corpo, incentivato dal console Mario, che in occasione di una campagna contro i Galli, assegnò alla fine del secondo secolo a.C. delle aquile e delle insegne alle legioni per simboleggiarne lo spirito. Verso la fine dell'epoca repubblicana, le legioni vennero battezzate con nomi e ricevettero dei titoli in occasioni di atti di valore e l'identificazione dei combattenti con l'unità di appartenenza divenne un tratto caratteristico dei soldati romani. L'impero mutuò le tradizioni militari repubblicane e le applicò con durezza. Tito congedò con disonore un soldato riuscito a fuggire dalla prigionia, per ribadire il concetto che nessun romano doveva farsi catturare vivo.
La perdita delle armi in battaglia era soggetta a pene severe o alla morte, perciò lo storico Polibio riporta che i soldati preferivano lanciarsi nuovamente nella battaglia per recuperare le armi perse, piuttosto che fronteggiare la condizione di disarmato. L'insieme di queste norme portò alla codificazione dei comportamenti virtuosi che si innestarono sulle credenze religiose dell'epoca. Disciplina, Honos  e Virtus vennero considerate divinità del pantheon a cui era dovuta devozione e i soldati veneravano sugli altari il Genius, la rappresentazione dello spirito della legione o della unità di appartenenza. Le aquile venivano festeggiate il giorno del loro anniversario (natalis aquilae) e il perderle in battaglia avrebbe costituito un disonore enorme, per evitare il quale interi reparti preferirono lanciarsi in battaglie incuranti del pericolo personale. Un'etica così forte nei confronti dei simboli di corpo, delle tradizioni e dei commilitoni, non aveva un equivalente nei confronti dei nemici e delle popolazioni ostili, sterminati in gran numero attraverso massacri e atrocità in linea con quelle perpetrate da tutti i popoli dell'epoca. Un esempio della politica sprezzante nei confronti della vita dei nemici si ha con la regola del murum aries attigit.
In base a questo precetto descritto da Giulio Cesare, una città sotto assedio aveva tempo per arrendersi prima che l'ariete da guerra colpisse la prima volta le mura fortificate. Dopo l'evento, tutti gli abitanti indistintamente sarebbero stati uccisi e qualunque richiesta di tregua o proposta di resa successiva sarebbe stata ignorata. (De bello Gallico, libro II, capitolo XXXII). Simile noncuranza, era caratteristica della scarsa o nulla considerazione per le popolazioni avversarie, i cui effetti si ripercuotevano anche nella interpretazione delle garanzie per i messaggeri nemici. Bisognerà infatti attendere epoche successive perché vengano riconosciute regole certe per il rispetto dei parlamentari inviati dai nemici. Per esempio, la Lex Iulia de vi publica, se da una lato era chiara sulla inviolabilità dei legati, latori di messaggi tra contendenti durante le guerre civili, non si pronunciava su regole di eguale rispetto da parte dei militari nei confronti degli ambasciatori nemici. Del resto, una equivalente etica di rispetto dei messaggeri disarmati e delle delegazioni di pace, era completamente assente tra gli avversari che i romani si trovano ad affrontare. Il console Marco Licinio Crasso, triumviro insieme a Cesare e Pompeo, venne catturato dai Parti, e in seguito ucciso, mentre si era incontrato per trattare dopo la sconfitta nella battaglia di Carre del 53 a.C.. Altro notevole esempio degli usi dell'epoca fu quello dell'unico imperatore romano catturato in battaglia, Valeriano, che nel 260 venne fatto prigioniero dall'Imperatore sasanide Sapore I che lo aveva invitato ad un incontro proponendogli la pace dopo la battaglia di Edessa.
Per quanto riguarda l'etica militare fuori dall'Europa, è significativo l'aneddoto che narra della dimostrazione di capacità belliche di Sun Tzu di fronte al re di Wu Ho-lü. Nell'aneddoto, nel corso dell'esercitazione, Sun Tzu decide che le due concubine preferite del re siano decapitate, ed alle rimostranze del re stesso, risponde «Ho già ricevuto il mio incarico di generale. Secondo le regole in vigore sul campo di battaglia, quando io, come generale, assumo il comando dell'esercito, non sono obbligato ad obbedire, persino se l'ordine è impartito direttamente dal re». Dal punto di vista dell'etica militare questo aneddoto mostra chiaramente la concezione che l'operato del comandante sia totalmente svincolato da qualsiasi norma che riguardi l'amministrazione civile, ed il fatto che il re abbia accettato l'obiezione di Sun Tzu mostra che questa concezione era diffusa in tutta la società.

### La caduta dell'impero romano

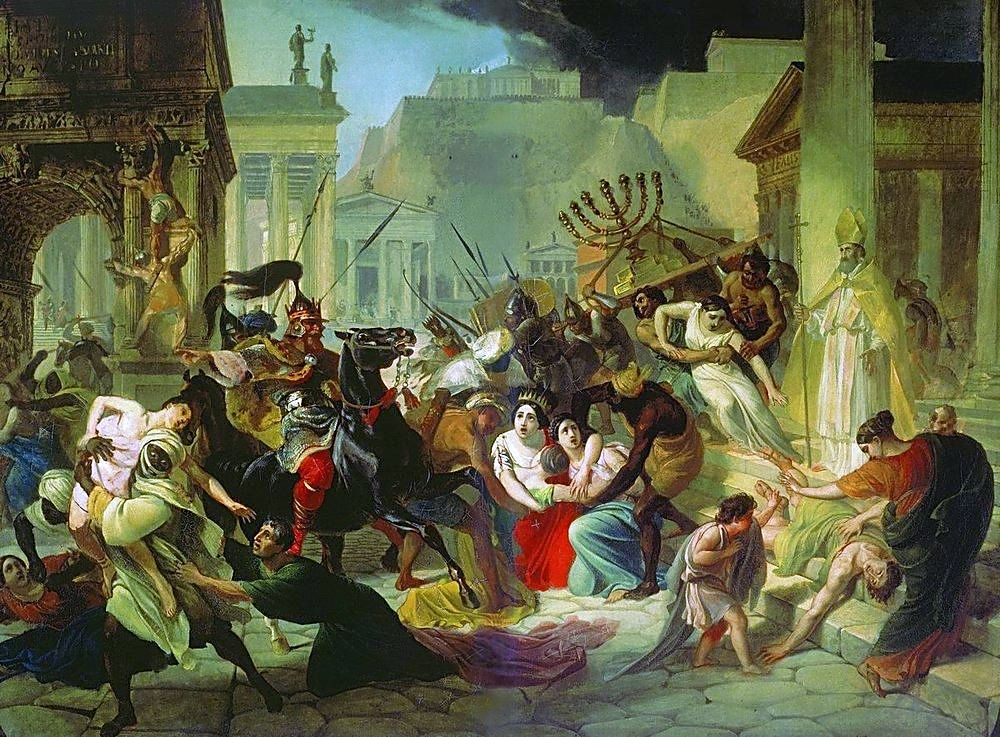
Il sacco di Roma del 455 compiuto dai vandali del re Genserico.

Con la svolta costantiniana, la religione cristiana viene dapprima tollerata con l'Editto di Milano (313), poi adottata come religione di Stato con l'editto di Tessalonica dell'imperatore Teodosio I nel 380. Quest'ultimo, pose fine ai culti pagani diffusi tra gli antichi romani e quindi tra i soldati, quali la religione romana, il culto di Mitra, i culti imperiali che divinizzavano imperatori quali Ottaviano Augusto o Vespasiano. La morale e l'etica cristiana vennero imposte come parte della nuova religione di Stato, ma ciò non portò a sostanziali cambiamenti nell'etica militare, in quanto non vennero innestati nuovi principi etici o adottati nuovi comportamenti militari, ma anzi vennero inseriti nuovi fattori di intolleranza nei confronti dei pagani e delle confessioni cristiane diverse dal simbolo niceno.
Fu proprio una popolazione antagonista a questo credo, i Vandali, che seguivano la dottrina ariana, a rendersi famosi per l'assenza di eticità militare. Durante la conquista del Nordafrica (429-440), le truppe vandale si abbandonarono a distruzioni, razzie e atrocità di ogni tipo, anche contro i cristiani, quando riconosciuti di credo niceno. Il verbo vandalizzare è diventato dall'Ottocento sinonimo di distruzione senza senso compiuta da armate nel corso di una guerra e deriva dall'episodio del sacco di Roma del 455 compiuto dal re Genserico (che comunque nell'occasione non operò nessuna distruzione degna di nota sulla città). Gli storici, infatti, concordano che le campagne dei Vandali non erano più distruttive di quelle di altri eserciti dell'epoca.

### L'etica cavalleresca

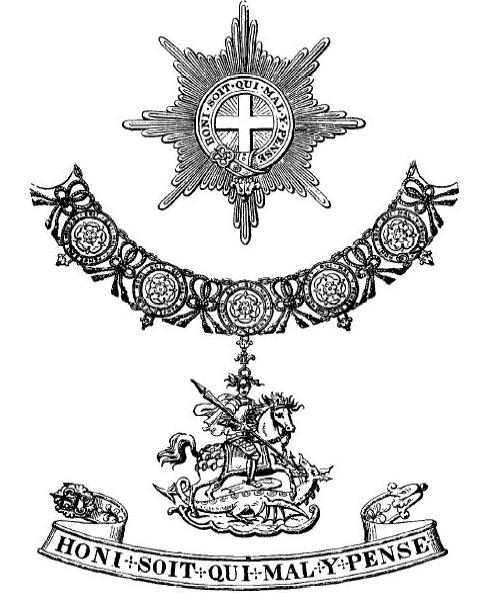
Insegne di cavaliere dell'Ordine della Giarrettiera, costituito intorno al 1348

Con l'alto medioevo iniziano ad affacciarsi le più importanti innovazioni tecnologiche che riaprono le porte della cultura militare agli esclusi di un tempo attraverso le fanterie pesanti. Nel basso e alto Medioevo, troviamo poi le crociate, che hanno lasciato in eredità la cavalleria dei tornei e dei "beaux gestes" personificata nella figura del cavaliere soldato, cristiano e gentiluomo, difensore dei deboli ed araldo della giustizia, errante ed antesignano del soldato di ventura. La letteratura dei "romanzi cortesi", dei "cavalieri della Tavola rotonda" ci ha tramandato il cerimoniale della veglia d'armi, della solenne investitura del cavaliere e della sua solenne promessa di difendere i deboli e la giustizia. Ai cavalieri medievali e alle crociate è legata la creazione dell'araldica, la disciplina collegata alle insegne ed alle "armi" che venivano riprodotte sugli scudi: insegne proprie, personali dei cavalieri o dei signori, condottieri o sovrani. Queste insegne facilitavano il riconoscimento di questa o quella parte in contesa sul campo di battaglia, non esistendo allora il concetto di uniforme degli eserciti, come nel mondo moderno e contemporaneo.

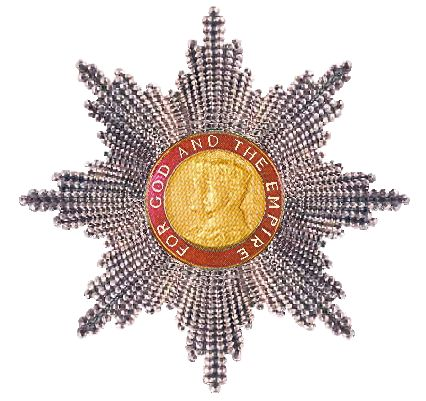
La stella dell'Ordine dell'Impero Britannico

La più grossa eredità contemporanea dell'etica cavalleresca, è rappresentata oggi dagli ordini cavallereschi che sono, appunto, coloro che professano e zelano l'etica cavalleresca, funzione nobile e di alta rilevanza sociale. Ai primi posti tra gli ordini cavallereschi tuttora esistenti vanno annoverati il Sovrano Militare Ordine di Malta (SMOM), l'Ordine equestre del Santo Sepolcro di Gerusalemme, gli ordini equestri pontifici: "Supremo di Cristo", "dello Speron d'Oro", "Piano", "di San Gregorio Magno", "di San Silvestro Papa"; l'Ordine Supremo della Santissima Annunziata, l'Ordine dei Santi Maurizio e Lazzaro (detto anche Ordine Mauriziano), e l'ordine "di San Gennaro" in Italia. Nel mondo anglosassone l'ordine "della Giarrettiera", l'ordine del Bagno, lo scozzese Ordine del Cardo (The Most Ancient and Most Noble Order of the Thistle) e l'nord-irlandese Ordine di San Patrizio (The Most Illustrious Order of St. Patrick); più recente è l'Ordine dell'Impero Britannico (Order of the British Empire), con cinque distinte classi civili e militari, che fu fondato nel 1917 da re Giorgio V. In Spagna e Francia l'ordine "del Toson d'Oro" ed altri.

### Rinascimento
Con le guerre di religione francesi l'etica militare si rafforza nei confronti dei commilitoni e scompare nei confronti dei civili, considerati una fonte di rifornimenti e di beni da predare, soprattutto dalle compagnie di ventura.
Albrecht Wenzel Eusebius von Wallenstein, dimostrò rispetto verso i civili perché è più comodo chiedere tasse ai prelati/borghesi che saccheggiare le proprietà dei contadini.

### Dal XVIII al XIX secolo
L'opera da cui prende avvio la dottrina moderna, e da questa quella contemporanea, dell'etica militare è il De jure belli del 1598 del grande giurista Alberico Gentili, di cui Ugo Grozio (ritenuto erroneamente da una parte della dottrina il teorico fondatore del diritto internazionale per la sua opera Mare liberum e per una ricompilazione del De iure belli ac pacis) fu allievo.

### Rivoluzione francese e guerre napoleoniche

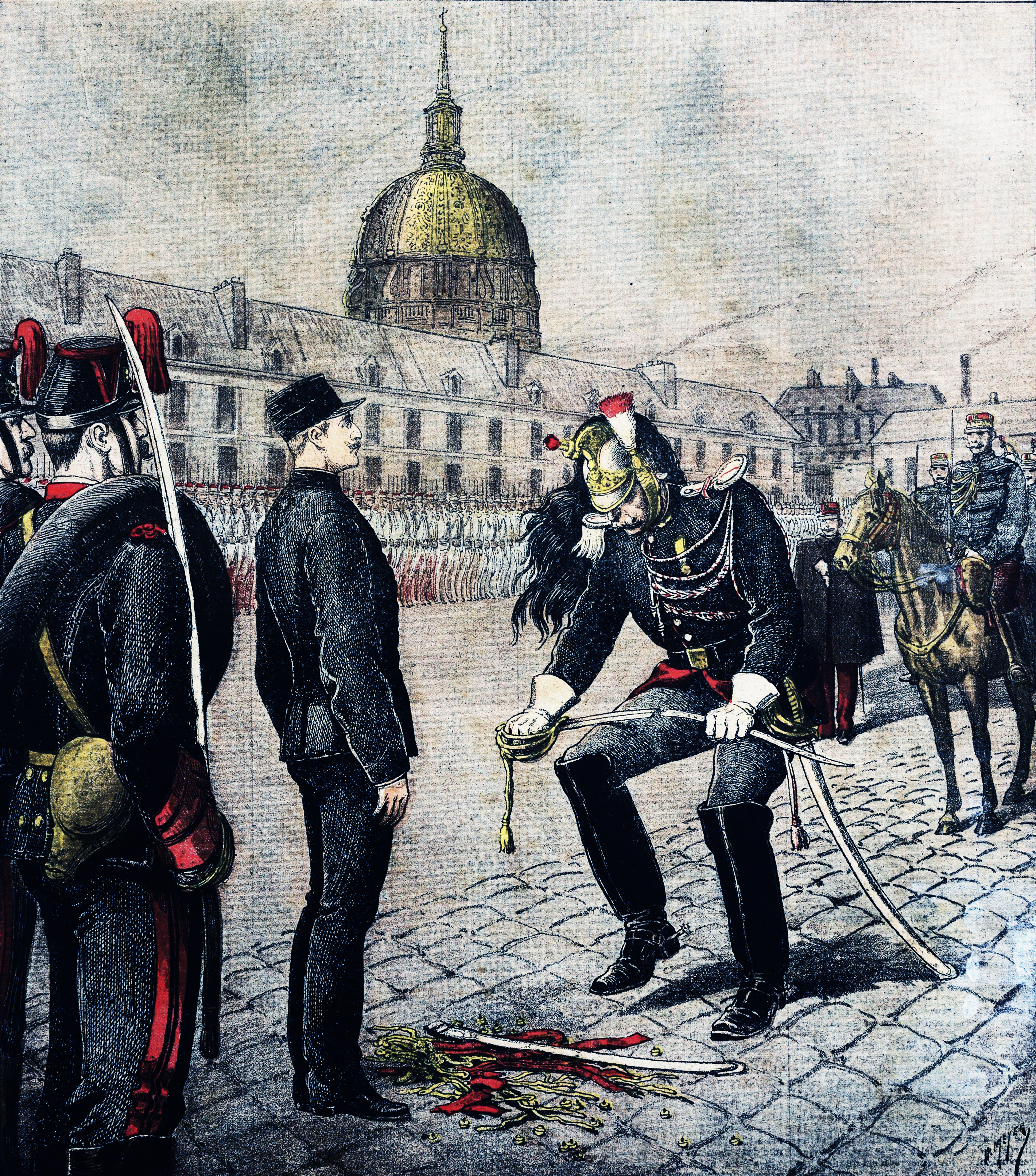
La degradazione di Alfred Dreyfus

La Rivoluzione francese, dopo quella americana, diffonde di nuovo i valori militari del popolo, inteso come cittadino soldato. L'industrializzazione mobilita le masse e la cultura militare torna al popolo. 
Napoleone comincia ad occuparsi del benessere dei soldati (Les Invalides).

### XX secolo
La letteratura specifica offre due classici di fine ottocento: l'"Arte del comando" del capitano francese Andrea Gavet ed "Il galateo del Carabiniere" del colonnello dei Carabinieri Giancarlo Grossardi. Nel tempo più recente si registrano "Il codice di disciplina militare" di Eduardo Boursier Niutta e Alessandro Gentili, nonché le opere "Prolegomeni sull'etica nell'Arma dei Carabinieri" ed "Etica, cerimoniale e galateo per il Corpo della Guardia di Finanza" entrambe del colonnello dei Carabinieri Alessandro Gentili.

### La decadenza degli ordini cavallereschi
La scomparsa degli imperi e di alcune monarchie dopo i due conflitti mondiali provocò forti scompensi nel mondo che si riconosceva nell'Almanacco di Gotha. Quasi tutte le repubbliche del XX secolo eliminarono quanto costituiva "fons honorum": i titoli nobiliari e gli ordini cavallereschi. Malgrado ciò, a distanza di pochi anni, ogni Stato sentì la necessità di ricompensare i cittadini o gli stranieri che si erano resi benemeriti nei suoi confronti; così vennero nella quasi totalità dei casi reintrodotti i titoli. Così fece l'Italia repubblicana nel 1951 e negli anni a seguire, e così fecero l'Unione sovietica di Stalin, la Cina di Mao, tutte le repubbliche dell'Europa dell'est, tanti stati arabi e comunque non cristiani.
A rigore di definizione, secondo la dottrina, la vera fons honorum era quella che discendeva dall'Imperatore del Sacro Romano Impero e successivamente dal Sommo Pontefice della Chiesa Cattolica. Da ciò l'assunto che non esiste un "ordine cavalleresco" se non discende direttamente dal papa o da un sovrano che abbia ottenuto dal papa l'approvazione per il suo ordine, quindi gli ordini cavallereschi delle repubbliche o di sovrani non cristiani non sono ordini cavallereschi, bensì ordini di merito e le onorificenze in essi conferite non sono onorificenze ma decorazioni. Ma tutte queste argomentazioni non impediscono quello che è un fenomeno sociale non trascurabile: sono tantissime le persone che ricercano titoli cavallereschi e talvolta nobiliari, alimentando anche un mercato di falsi ordini e di falsi capi di casate ex regnanti. In questo, alcune nazioni sono più trasparenti nelle loro assegnazioni, come nel caso del Regno Unito, dove l'accesso ad alcuni titoli nobiliari è collegato ad un finanziamento alle casse dello stato. Nascita della Croce Rossa (Florence Nightingale). Primi trattati sul trattamento dei prigionieri.

### L'etica militare nella dottrina contemporanea
La perdita dell'onore comportava la rimozione dei simboli caratteristici dello stato militare.
Clausewitz: La guerra è la prosecuzione della politica con altri mezzi; l'etica militare viene legata anche teoricamente all'etica civile.
Lo studio, l'analisi, l'evoluzione dell'etica militare passa attraverso l'esame degli istituti ritenuti tra i maggiormente rilevanti del "Si vis pacem, para bellum", della teoria della "guerra giusta" e, da ultimo, di quella del peacekeeping. Pertanto come l'etica, in generale, trae fondamento dal decalogo biblico -fonte, peraltro, del diritto naturale- così l'etica militare può basarsi -riferendosi alla dottrina italiana- sul decalogo del combattente che ha costituito anche la base del diritto umanitario. Si rende necessario formulare una serie di enunciati ed una ricostruzione della evoluzione della storia dell'etica militare e di come essa assurge al rango di disciplina filosofica.

## Etica militare e terrorismo

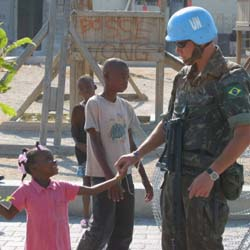
Soldato brasiliano della missione ONU di peacekeeping MINUSTAH ad Haiti.

Infatti durante la 2ª guerra mondiale il conflitto evidentemente sarà quello tra la democrazia e nazifascismo; l'arma nucleare relega la cultura militare in ambito elitario e addirittura si sviluppa la cultura militare super professionale del terrorismo. Con la fine della guerra fredda nuovi (o vecchi) conflitti, a base territoriale, etnica e religiosa, tribale ed economico-demografica, innescano una cultura militare pacifista-umanitaria. Si afferma infatti l'immagine del soldato di pace che piace alla società. Da ultimo, gli attentati dell'11 settembre 2001 hanno risvegliato i timori per la sicurezza nazionale e si afferma perciò la necessità delle forze armate e della difesa militare contro la minaccia terroristica.

## La concezione
Così come l'etica in generale può essere definita come "filosofia morale", analogamente l'etica militare è la summa dei principi ideali che presiedono la realizzazione, l'impiego e l'adeguamento incessante nel tempo dello strumento militare, nonché degli eletti principi di cui devono essere pregnati tutti i componenti della società militare. A differenza di come affermano taluni in dottrina si deve evidenziare che i principi dell'etica - e così i principi dell'etica militare - non sono né eterni né immutabili; tutt'altro, essi, pur sempre ancorati alle più elevate delle idealità, mutano man mano che il livello di civiltà dei popoli evolve od involve. È pertanto facilmente realizzabile che la storia dell'etica militare è antica quanto l'uomo, perché da quando l'uomo è cosciente di esser tale ha sentito il bisogno di organizzarsi per difendersi dalle aggressioni degli animali e dai cataclismi naturali; ma soprattutto ha sempre dovuto avvertire la necessità di difendersi dai suoi simili e non ha mai potuto smettere.

## I valori etico-militari e laPatria
La Patria, la disciplina militare e l'onore militare rappresentano i pilastri dell'etica militare. Oltre questi valori fondamentali per la realtà motivazionale del militare possiamo elencarne tanti altri che non sempre sono semplice corollario ai primi: coraggio, disciplina, austerità, obbedienza, patriottismo, spirito di sacrificio, cameratismo, spirito di corpo, comportamento da gentiluomo, fedeltà personale al superiore, aspirazione alla gloria, coraggio, altruismo, impegno, autorità, lealtà, orgoglio, preparazione professionale, senso del dovere, senso della responsabilità, iniziativa, fermezza, tenacia, ordine, umanità abnegazione, amor proprio, tradizioni, rispetto per il prossimo (ed anche per il nemico) ed altri ancora. Tornando alla Patria, essa può essere ben definita come il bene supremo di tutta la collettività e può chiedere il sacrificio del singolo per il bene di tutti (dulce et decorum est pro patria mori, così Orazio).

## La disciplina militare
Venendo alla disciplina militare, essa è il corpo delle regole che mantengono l'ordine, l'obbedienza ed il rispetto: elementi questi propri della struttura fortemente gerarchica delle forze armate, dei corpi armati dello Stato ed anche dei corpi civili dello Stato ma con ordinamento militare. Alla base di tutto questo vige poi il principio che "tutti sono eguali davanti al dovere ed il pericolo". L'applicazione di questi precetti porta così alla cd "disciplina delle intelligenze", che è "la perfetta adesione da parte di tutti i membri del gruppo ai medesimi valori, ai medesimi principi, alle medesime regole, alle medesime dottrine ed alle medesime procedure, in un quadro di rispetto e fiducia reciproca tra capo e gregari".

## L'onore militare
Ed infine viene l'Onore militare, che può essere definito come "la consapevolezza radicata della propria dignità di soldato e la volontà di mantenerla intatta nel costante rispetto e nella pratica dei principi morali propri della comunità militare". Esso è in definitiva "il complesso dei pregi personali su cui si fonda la pubblica considerazione" e deve comunque essere l'"habitus mentale del militare". Talora è stato addirittura sostenuto che il "Valore dell'Onore militare" può essere più forte del "Valore Patria": 
(R. E. Howard)
Tutte queste peculiarità evidenziano quanto la realtà militare e le sue regole siano importanti e delicate negli equilibri che sottendono. Ebbe a dire al riguardo Winston Churchill che:

## Il codice cavalleresco italiano
Tra i valori su cui maggiormente si poggia l'etica militare vi è quindi l'onore. È sul valore dell'onore che il miles trova la base del suo retto agire, è sull'onore che si fonda l'essenza del gentiluomo. Una fonte preziosa per capire, affrontare e approfondire la problematica delle vertenze cavalleresche, è costituita, in Italia, dal Codice cavalleresco italiano di Jacopo Gelli:
 Di questo passo, riesce facile considerare che:
Nemico per definizione dell'onore è l'offesa. 
Prosegue la trattazione chiarendo che: 
e soggiunge poi che: 
ma: 
 Venendo poi al nocciolo della questione l'art. 33 del codice sanciva che: 
 mentre l'art.45 precisava che:
È utile precisare che anche quando i duelli erano la regola per la composizioni delle liti d'onore, tutti gli ordinamenti statuali li vietavano, ma i codici che contemplavano il duello come delitto lo punivano con particolare clemenza attesa l'alta finalità sociale assolta dalla disputa cavalleresca. Il codice penale italiano collocava i delitti di duello (detti anche cavallereschi) fra i reati contro l'amministrazione della giustizia e non nel titolo dei delitti contro la persona. Dunque il legislatore non ha potuto esimersi dal fare qualche concessione al costume ed alle correnti valutazioni sociali, ponendo in essere per i duelli un trattamento d'indulgenza, il quale però è escluso allorché lo scontro armato non si svolga in conformità delle regole cavalleresche, che secondo parte della dottrina costituiscono un vero e proprio ordinamento giuridico non statale.
In Italia tale particolarissimo obbligo giuridico -non solo morale- discende da una precisa norma di legge: infatti l'art. 9 "Doveri attinenti al Giuramento" del Regolamento di Disciplina Militare (DPR 18 luglio 1986, n. 545, regolamento di esecuzione della legge 11 luglio 1978, n. 382) recita 
1. "Con il giuramento il militare di ogni grado s'impegna solennemente ad operare per l'assolvimento dei compiti istituzionali delle Forze armate con assoluta fedeltà alle istituzioni repubblicane, con disciplina ed onore, con senso di responsabilità e consapevole partecipazione, senza risparmio di energie fisiche, morali ed intellettuali, affrontando, se necessario, anche il rischio di sacrificare la vita.
2. L'assoluta fedeltà alle istituzioni repubblicane è il fondamento dei doveri del militare". Si rifletta che questa previsione normativa è l'unica dell'ordinamento dello Stato che si arroga il potere di chiedere, se necessario, il sacrificio della vita. È l'altissima missione cui è preposto il militare che giustifica una norma così eccezionale, che trae la sua legittimità da un altro principio etico, quello formulato dal 1^ comma dell'art. 52 della Costituzione: "La difesa della Patria è sacro dovere del cittadino". È l'unica occasione in cui è stato usato l'aggettivo "sacro" nella stesura della Carta fondamentale.

In verità questa affermazione è assolutamente aderente alla formula del giuramento che oggi prestano coloro che scelgono la via delle armi: "Giuro di essere fedele alla Repubblica italiana, di osservarne la Costituzione e le leggi e di adempiere con disciplina e onore tutti i doveri del mio stato per la difesa della Patria e la salvaguardia delle libere istituzioni". Una disciplina che nel previgente ordinamento disciplinare italiano (quello costituito dal Regolamento "indipendente" del 1964) si definiva la "costante abitudine all'obbedienza del soldato". Oggi, invece, con l'ordinamento introdotto nel 1978, l'obbedienza è divenuta "consapevole e partecipata" -con la disciplina è anche un fattore di coesione ed efficienza- e inoltre deve essere "pronta, rispettosa e leale".

## Nel mondo

### Italia
L'etica militare in Italia è stata "consacrata" sul piano normativo da due testi adeguati al tempo ed al pensiero contemporaneo. Essi sono rappresentati dalla legge 11 luglio 1978, n. 382 "Norme di principio sulla disciplina militare", dal Regolamento di attuazione della Rappresentanza Militare approvato con D.P.R. 4 novembre 1979, n. 691 e relativo Regolamento interno (D.M. 9 ottobre 1985).
Ad oggi la disciplina è contenuta nel D.P.R. 18 luglio 1986, n. 545 e dal codice dell'ordinamento militare.